# Мбея
 Тази статия е за града в Танзания.  За административния регион вижте Мбея (регион).  
Мбея (на английски и на суахили: Mbeya) е петият по големина град в Танзания, разположен в югозападната част на страната между езерата Малави и Руква. След обявяването на независимостта на страната, градът става административен център на новосъздадения едноименен регион. Простира се в тясна долина между склоновете на планините Лолеза, едноименната Мбея и Мпорото, а надморската височина се увеличава от 1600 до 2400 m. Центърът му се намира на 1700 m над морското ниво. Мбея е първият голям град, който се достига при влизането в страната от Замбия, разположен на 114 km от границата.
Зоната на града обхваща площ от 222 km2, от които 46,4% са селскостопански земи, а останалите съдържат градска територия, терени на горското стопанство, долини и планински вериги. Почвите около него са плодородни и имат вулканичен произход.
Градът е с добри перспективи за развитие поради наличието на качествени пътища, железопътни линии, летище, телекомуникационни връзки и надеждна доставка на вода и електрическа енергия от електроцентралата в Кидату, регион Иринга. Функциите на града като регионален център дават допълнителни преимущества в полза на икономическото му развитие. Основните области за нови инвестиции са ориентирани към индустриалното развитие, туризмът и изграждането на жилищни комплекси, търговски центрове и услуги.

## Климат
Климатът е умерен и с достатъчно валежи. Средната годишна температура е 25 °C, средната минимална – 11 °C, а средната максимална – 28 °C. Температурите в района варират между -6 °C в планините до 27 °C в низината. Средните годишни валежи са 1200 mm. Дъждовният сезон е от ноември до май, когато е сравнително студено и мъгливо. Най-приятно е времето между юни и октомври, когато е сухо и топло.

## Население
Според последното официално преброяване от август 2002 г. населението на града възлиза на 266 422 жители, от които 47,5% са мъже, а 52,5% – жени. Общият брой на домакинствата е 64 179. Средният прираст на населението е 4,0% годишно и е по-голям в сравнение със средния за страната от 2,9%. Предполага се, че през 2009 година броят на населението в града е достигнал приблизително до 352 511 души, а по други данни – до 400 000. За 2004 г. градът се нарежда на пето място в Танзания по брой на населението.
Населението на Мбея е смесено, тук живеят хора с различен етнически произход, но преобладаващи са племенните групи сафуа (уасафуа) и накюзия (уанакюзия). Двете групи са антагонистично настроени една спрямо друга, което рефлектира и върху политическия живот в града. Освен тях в града има още представители на племената ндали и бунгу, както и на някои, пристигнали тук от съседния регион Иринга като бена, хехе и кинга.
Сред всички градове в Танзания Мбея е този, в който се изповядват най-много и различни видове религии. Основното вероизповедание в града е християнството, представено от Римокатолическата, Моравската и Лутеранската църкви. Съществуват многобройни малки християнски деноминации, някои от които имат не повече от 100 последователи. Малка част от населението изповядва ислям, а заселилите се тук индуси – индуизъм.

## Административно деление
Град Мбея е разделен на два големи градски района – Июнга и Сисимба с общо 36 квартала в състава си – 21 в първия и 15 във втория.

## Градска среда
През 1905 г. на територията близо до съвременния град Мбея са открити златни залежи. Разработването им става причина за появата на града, чието строителство започва през 1920 г. Постепенно добивите на злато намаляват и през 1950 г. мината е изоставена. Въпреки това, последните международни проучвания на пет лицензирани обекти от 150 km2 площ в близост до град Makongolosi, на север от старите златни полета край Лупа, доказват, че все още има значителни залежи от злато, сребро, мед и диаманти.
Това е един от малкото градове в Танзания, богат на водни ресурси. През агломерацията протичат осем реки – Сисимба, Нзоуе, Имета, Хамзя, Мфуизимо, Симба, Нкуанана и Нсалага. Последните две се вливат в река Руаха, а останалите 6 – в река Сонгуе, която стига до езерото Руква.
В Мбея няма изградени високи сгради, тъй като е разположен в сеизмична зона. В града функционират и предлагат финансови услуги седем търговски банки и клон на Националната банка на Танзания (BOT). Това са Националната търговска банка (NBC), Националната банка за микрофинансиране (NMB), Exim Bank, StanBic Bank, Barclays Bank, Пощенска банка и Automated Teller CRDB Bank. Банкоматите работят 24 часа.
В града има клон на Върховния съд на Танзания, регионален съд и градски съд. Функционира една градска библиотека, друга библиотека към Националната банка на Танзания и малки библиотеки в колежите и училищата. Има достатъчно хотели, регионални полицейски управления, както и няколко бензиностанции.
През 1997 г. в града са открити две казина с оборудване, внесено от Лас Вегас. В Мбея има един китайски ресторант, открит през 2000 г., индийски ресторант „Baba Kubwa“ и многобройни ресторанти с преобладаваща местна кухня.
В центъра на Мбея, в средата на кръговото движение е изграден паметник на дружбата между Танзания и Япония. Представлява носорог, издигнат върху невисок двоен постамент.
Всяка година през месец август в Мбея се провежда зонален селскостопански панаир. Градът разполага с голяма изложбена площ, която може да се използва и за други цели. Успоредно с това Мбея предлага и помещения за конференции с малка публика. По принцип в Южната планинска зона липсва център за международни конференции за голяма аудитория.

## Здравеопазване
В Мбея работят четири болници – две държавни и две частни, 4 държавни здравни центъра и два, собственост на религиозни общности. Амбулаториите са общо 32 – 12 държавни, 18 частни и 2 на религиозни организации. Регионалната болница в Мбея е с 450 легла и обслужва целия едноименен регион. Един от проблемите на здравеопазването е недостига на лекари и обучен медицински персонал. Градът заема едно от първите места в Танзания по заболявания от СПИН. Това се дължи на средищното му положение на пътищата към Замбия и Малави.

## Образование
Градът разполага с всички нива на обучение, от детски градини до висши учебни заведения. В общината има 47 държавни начални училища и 2 частни. Общият брой на учениците в тях за 1998 г. е 36 467. Средните училища са 11 – три държавни и 8 частни. За разлика от много други градове в Танзания, тук има излишък от чинове, но не достигат класните стаи и жилищата за учители. Във всички училища се преподава на суахили, а в по-късен етап се изучава и английски език.

### Висше образование
- Университетът Teofilo Kisanji (TEKU) е собственост на Моравската църква в Танзания. През 1960 г. е създаден като богословски колеж, който през 2004 г. е преобразуван в университет. Получава пълната си регистрация през 2007 г. През учебната 2009/2010 година в него се обучават 2527 студенти, от които 872 жени и 1655 мъже. За 2010/2011 общият им брой нараства на 3000. Има редица академични програми, които отговарят на нуждите на пазара. Студентите завършват, получавайки освен сертификат по богословие и една от следните степени:[13]

Бакалавър по богословие
Бакалавър по изкуствата и образованието
Бакалавър по образованието (езици, математика, психология)
Бакалавър по търговия
Бакалавър по изкуствата (икономика, социология)
Бакалавър по науките (системи за управление на информацията)
- Откритият университет в Танзания (The Open University of Tanzania) е акредитирана автономна публична институция за висше образование с мандат за провеждане на академични програми, водещи до сертификати, дипломи и следдипломни квалификации. Има 5 факултета:[14]

Изкуства и социални науки – това е най-старият факултет в университета, създаден през 1994 г. Предлага и следдипломна квалификация.
Бизнес мениджмънт – факултетът започва да функционира през 2003 г. Включва бакалавърска степен по бизнес администрация и комбинация от бизнес администрация и образование. Предлага и програми за следдипломна квалификация.
Педагогика – факултетът е с най-много студенти и дава бакалавърска степен в областта на образованието. Един на всеки трима учащи посещава курсове в този факултет. Предлага и програми за следдипломна квалификация.
Наука, технология и проучване на околната среда – факултетът има три специалности. Специалността „Технология“ е въведена през 2006 г., а студентите получават бакалавърска степен по информационни и комуникационни технологии. Специалността „Наука“ включва получаването на степените бакалавър на науките (обща), бакалавър на науките и образованието, бакалавър на науките и икономиката, бакалавър на науките, икономиката и образованието и бакалавър на науките в областта на проучването на околната среда. Предлага възможност за обучение за получаване на степента доктор на философските науки и магистърска степен.
Юридическият факултет е създаден през 1994 г. Освен обучение предлага и правна помощ на нуждаещите се, които не биха могли да си позволят юридическите такси на действащите адвокати.
- Университет Мзумбе, клон Мбея (MU) е клон към едноименния университет в Дар ес Салаам. Разполага с три жилищни корпуса, разположени в гориста местност, с общ капацитет от 400 легла и учебни зали с капацитет 1960 места. Университетът е държавен и предлага бакалавърски степени и дипломи по право и бизнес, както и вечерни програми за следдипломно обучение.[15]
- Институт за наука и технология „Мбея“ (Mbeya Institute of Science and Technology) (MIST) е държавна институция, акредитирана от Националния съвет за техническо образование. Бакалавърските курсове са с продължителност 3 години и обхващат 6 семестъра. Студентите завършват с една от следните бакалавърски степени:[16]

Технология в архитектурата
Строително инженерство
Машинно инженерство
Компютърно инженерство
Електроинженерство
Бизнес администрация
- Танзанийски институт по счетоводство (Tanzania Institute of Accountancy) (TIA) е един от четирите клона на института в Дар ес Салаам. Намира се край магистралата ТАНЗАМ. Предлагат се следните специалности:[17]

Счетоводството
Обществени поръчки и логистика
Управление на човешките ресурси
Бизнес администрация
- Селскостопанският институт (UyoleAgricultural Research and Training Institute) (ARI, MATI) се намира на 8 km източно от града на магистралата, свързваща Танзания със Замбия. Първото обучение в института започва през 1976 г. с тримесечен курс. През 1993 г. получава статут на държавно учебно заведение с капацитет 500 студента годишно. Предлага два основни типа курсове – дългосрочни и краткосрочни, като дългосрочните са с продължителност две години. Краткосрочните курсове траят една-две седмици и целта им е опресняване на знанията и периодично актуализиране на информацията.[18]
- Лютеранският учителски колеж в Мбея (Mbeya Lutheran Teachers College) (MLTC) предлага професионално обучение в областта на образованието и подготвя учителски кадри.

## Туризъм и забележителности
Туристическата индустрия на Мбея също е в процес на растеж, тъй като правителството инвестира сериозни суми в развитието на нови паркове, горски курорти и маршрути, за да привлече максимален брой туристи. Градът е транзитен пункт за посещение на туристическите атракции в южните планини на Танзания. Към тях спадат плажовете край Матема по бреговете на езерото Малави, естественият мост над река Киуира при Игогуе, горещите извори в равнината Усангу, водопадите Kaporogwe в област Рунгуе и много други. Оттук се достига до планинските върхове Мбея (2826 m) и Лолеза (2656 m). Хълмистият и горист район около Мбея е наречен „Шотландия на Африка“.
- На 40 km югоизточно от Мбея в посока Замбия се намира метеоритът Мбози, осми по големина в света. Паднал е в региона преди около 1000 години и тежи 12 тона.[19]
- Кратерното езеро Нгози се намира на 38 km южно от Мбея, по посока на Тукую и езерото Малави. До него се стига по тясна пътека през гъста тропическа джунгла, изпъстрена с бамбук и диви бананови дървета.[20]
- Естественият мост над река Киуира е наричан от местните хора „Божият мост“. Образуван е от хилядолетното движение на бързите речни води, които са разяли скалите. Наблизо се намират и водопадите Kijungu.[20]
- В планината Рунгуе се издига най-високият връх н Южна Танзания, достигащ 2960 m. над морското равнище.[20] Представлява спящ стратовулкан, изригнал за последен път през холоцена.[21] Покрит е от огромни горски масиви, заемащи около 100 km2, изпъстрени с голи и стръмни скали. Склоновете му са напълно необитаеми и рядко посещавани.[20]
- Плажовете край Матема се намират на 130 km от града и са едни от най-красивите в страната. Към тях води криволичещ път през високи планини и чаени плантации, който накрая се спуска до езерото Малави. Устието на близката река е обитавано от множество хипопотами и крокодили.[20]

## Икономика
Икономическата стабилност на Мбея се основава на развитието на селското стопанство, което произвежда големи количество царевица, ориз и картофи. В околностите са организирани и функционират много добре плантации за какао и чай и се отглеждат банани и кокосови орехи. Експортът на част от тези стоки носи добри приходи на населението. Добре организираната транспортна система на града осигурява лесен достъп до съседните пазари в Танзания, където от града се изнасят големи количества царевица. Животновъдството е добре развито с преобладаващо отглеждане на млекодайни говеда.
Основните икономически дейности включват търговия на едро и дребно, земеделие и животновъдство и в доста по-малък мащаб промишлено производство, предоставяне на услуги и административно обслужване. Добре развита е и миннодобивната индустрия, която носи допълнителни приходи от износ в други страни. В региона се добиват въглища, злато, желязна руда и скъпоценни камъни. Мбея успява да изнася голямо количество стоки за европейските пазари, главно тютюн, чай, кафе и бамбук, които носят отлични приходи в чуждестранна валута.
Смята се, че 33,3% от жителите на града са заети в селското стопанство, 21% – в публичния сектор, 2,3% работят вкъщи и 43,4% са ангажирани в неформалния сектор, включващ производство, търговия на дребно и продажба на земеделски култури. Годишните приходи на глава от населението възлизат на 675 000 танзанийски шилинга, което е равно на 675 щатски долара и е малко по-високо от международно приетата граница на бедност от 600 долара годишно.
В града съществува разнообразие от индустриални предприятия. Тук са работели заводи за плочки, сапуни, за млечни произведения, дървопреработващи предприятия. След проведената приватизация, нито един от споменатите сектори не успява да оцелее и изброените предприятия вече не са в експлоатация. Насърчаването на развитието на частния сектор от страна на правителството в изграждане на конкурентоспособна икономика довежда до създаването на нови предприятия като тези на компаниите Кока-Кола и Пепси-Кола, завод за мраморни плочки Marmo, хлебозавод Furaha и фабриката за производство на бира „Мбея“. Работят още циментов завод, фабрика за обработка и пакетиране на кафе и няколко предприятия за обработка и пакетиране на чай. Създават се и разпръснати из целия град малки и средни частни предприятия, главно от хранително-вкусовата и преработвателната промишленост. Произвеждат се вино, олио и други хранителни стоки. Олиото се приготвя от слънчоглед и в тази сфера работят около 10 малки фирми. В града има 31 дребномащабни предприятия за обработка на ориз, произвеждащи качествена продукция, от която около 75% се консумира в самия град.
Работят и 9 кланици – 6 за едър рогат добитък и три за прасета. За 2008 г. продукцията на мляко е 542 хиляди литра, на яйца – 572 948 кори, говеждо месо – 468 520 kg, козе месо – 1920 kg, овче – 170 kg и свинско – 149 940 kg.
За 2005 г. земеделското производство на града дава следните количества:)

Картофи – 29 460 тона

Царевица – 11 582 тона

Домати – 4528 тона

Зеленчуци – 1353 тона

Бобови култури – 851 тона

Жито – 474 тона

Грах – 115 тона

Кафе – 82 тона
Като се има предвид богатството на ресурсите и поддържаните услуги в града, се отчита сериозен потенциал за развитие на различни производства, особено при ползване на селскостопанската продукция в региона. Съществуващата транспортна система, телекомуникационните мрежи и наличните финансови услуги могат ефективно да се използват за подкрепа на индустриализацията в града. За нея най-подходящи са следните инвестиционни възможности, за развитието на които градската управа полага сериозни усилия:
Обработка на кафе и ориз

Консервиране на зеленчуци и плодове

Предприятия за преработка на мляко и производство на млечни продукти

Производство на земеделско оборудване и консумативи

Производство на земеделски инвентар

Производство на сапун и перилни препарати

Производство на керамика и обработка на мрамор

Производство на дунапренови матраци

## Енергоснабдяване
Град Мбея е свързан към националната електроснабдителна мрежа с най-близък източник водноелектрическата централа Китаду. Нуждите на града възлизат на 17,3 MW и въпреки наличието на генератори, макар и рядко има прекъсвания на тока, особено през сухия сезон.

## Транспорт
Мбея е разположена както на магистралата TANZAM, така и на железопътната линия TAZARA, свързваща Танзания с Южна Африка. Това прави града един от най-важните и натоварени входни и изходни пунктове в страната.

### Пътен транспорт
Край града минава магистралата TANZAM (Танзания-Замбия), която го свързва с Дар ес Салаам и държавите в южната част на Африка – Замбия, Зимбабве, Ботсуана, Ангола и РЮА. Главни пътища водят на север към град Иринга и на юг към Сонгея. Не са изпълнени с качествена пътна настилка, но са проходими през цялата година.
Пътищата в града са със следните видове настилки:

Покрити с чакъл – 62,98 km

Трошенокаменна настилка – 65 km

Без настилка – 229,75 km
В градската агломерация са изградени 59 моста над осемте реки, преминаващи през нея. Няколко пъти дневно има осигурен транспорт до Дар ес Салаам и Иринга. Организирана е и редовна връзка с Kyela близо до границата с Малави и до град Tunduma на границата със Замбия. Автобусният транспорт до всеки от тези два града отнема от два до три часа.
Внесени са на старо японски автобуси, които се ползват за обслужване на вътрешноградския транспорт. Броят на леките коли на глава от населението е приблизително равен на средния за страната, а велосипедите са сравнително малко.

### Железопътен транспорт
През Мбея преминава железопътната линия Танзания-Замбия (TAZARA). Връзката между двете държави се осъществява през граничната линия Тундума (Танзания)-Наконде (Замбия). През града се транспортират стоки и хора към Замбия, Бурунди, Руанда и Демократична република Конго. Железопътната гара в Мбея е сравнително модерна, построена от китайска фирма след обявяване на независимостта на страната.

### Въздушен транспорт
На 5 km от града съществува малко летище само с една писта, което обслужва маломерни самолети, но няма организиран редовен въздушен транспорт. На 22 km южно от града се изгражда новото летище Songoy, което ще бъде петото международно летище в страната. Предвидена е асфалтирана писта с дължина 3300 m и ширина 45 m. Изгражда се и писта за рулиране с размери 150х30 m. Терминалът за заминаващи пътници е с площ 1000 m2, а за пристигащите – с 800 m2. Предвидени са контролна кула, център за борба с пожарите, доставка на питейна вода, канализационна мрежи, структури за отвеждане на водата при бури. Разчита се, че новото летище ще помогне Мбея да се превърне в изходен пункт към по-слабо посещаваната Западна Танзания, както и ще стимулира инвестициите в селското стопанство, особено в култури като чай, кафе, памук, какао и тютюн.

## Комуникации
Мбея има една от най-добрите инфраструктури в Танзания. В града функционират държавни и частни частни телекомуникационни услуги, водеща от които е Tanzania Telecommunication Company Limited (TTCL), покриваща по-голямата част от територията му. Други частни доставчици на услугата са ZANTEL, Vodacom, Zain и TIGO. Телекомуникационните връзки са задоволителни и градът се радва на най-новите продукти на комуникация под формата на мобилни телефони и интернет кафенета. Първото интернет кафе е открито в Мбея през 2001 г.
От Мбея излъчват местно радио и телевизионна станция (MTV), които са със смесена собственост, държавна и частна. Други доставчици на радио и телевизионни услуги са радио „Свободна Африка“, Radio One, ITV, TBC1 и Star TV.

## Политически живот
В града има три активни политически партии – НКК, NCCR-Mageuzi и CHADEMA. Останалите съществуващи партии са съвсем слабо застъпени сред избирателите. Главните ключови проблеми, залегнали в платформите на трите основни политически партии са:
- Отношенията между двете големи племенни групи сафуа и накюзия, които при избори винаги гласуват за различни партии.
- Проблемите с образованието, при което не достигат училища за средния курс.
- Освобождаване на жените без ясен доход от някои такси и данъци.

## Водоснабдяване и канализация
Водоснабдяването на града се извършва от 10 водоизточника, всички намиращи се в рамките на града. Общият им капацитет е 30 000 m3/ден. Нуждите на градското население от вода възлизат на 35 000 m3/ден, а доставяното количество е 32 500 m3 дневно. Очаква се населението на града да достигне 500 000 души до 2017 г. Тогава необходимостта от водоснабдяване ще нарасне на 49 000 m3/ден, което означава, че съвсем скоро ще са необходими допълнителни водоизточници. Наличните потенциални източници на вода (развити и неразвити) имат капацитет от 50 000 m3/ден, което е напълно достатъчно за покриване нуждите на населението и след 2017 г.
Канализационната система е недостатъчна, защото обслужва само 50% от сградите в централната част на града и 10% от целия град. На останалите места няма изградена мрежа и домакинствата ползват септични ями. Дължината на канализационната система е малко над 47 km, а капацитетът на басейна в пречиствателната станция е 4500 m3/ден. Въпреки относително дългата мрежа, канализационните връзки са само 177.

## Екология
Общинският съвет на Мбея е успял да развие ефективна и устойчива система за изхвърляне на отпадъци, които възлизат на 18 тона дневно. Въпреки това тя е недостатъчна за бързо разрастващия се град. Специализираните камиони, с които разполага градът, успяват да извозят максимум до 13 тона на ден. Недостигът на специализирани превозни средства и неконтролируемото нарстване на населението са едни от причините за неуспеха при извозването на твърди битови и промишлени отпадъци. Обемът на твърдите отпадъци, превозването и компостирането им е сериозен проблем за града.